# Savignac-de-Nontron
Savignac-de-Nontron – miejscowość i gmina we Francji, w regionie Nowa Akwitania, w departamencie Dordogne.
Według danych na rok 1990 gminę zamieszkiwało 189 osób, a gęstość zaludnienia wynosiła 20 osób/km² (wśród 2290 gmin Akwitanii Savignac-de-Nontron plasuje się na 988. miejscu pod względem liczby ludności, natomiast pod względem powierzchni na miejscu 1102.).